# Guazuzu
Guazuzu (pl. Guazuzues), nestalo pleme američkih Indijanaca porodice Cariban nastanjeno u hispansko doba na sjeveru Kolumbije na području današnjeg departmana Antioquia. Prema ranim izvještajima, a slično ostalim susjednim plemenima, živjeli su po raštrkanim selima u velikim kućama izgrađenim na drveću,  te posjedovali mnogo zlata. –U lovu i ratu služili su se lukom i strijelom. Srodni su možda plemenima Urabaes,  Araques, Cuiscos, Guacas i Tatabes.